# Acadêmicos do São João Batista
O Grêmio Recreativo e Escola de Samba Acadêmicos do São João Batista é uma escola de samba da cidade de Porto Velho, no estado brasileiro de Rondônia.

Com o enredo "Caiari a Madeira – Um Amigo Cheio de Energia", samba-enredo de autoria de Silvio M. Santos, Silvio José Santos, Banana e Rogério, interpretado pelo Banana, Eraldo, Rogério, Edgley e Buzuga, foi campeã em 2007.

## Carnavais
| Ano  | Colocação | Grupo    | Enredo                                           | Carnavalesco  | Ref. |
| ---- | --------- | -------- | ------------------------------------------------ | ------------- | ---- |
| 2007 | Campeã    | Especial | Caiari a Madeira – Um Amigo Cheio de Energia     |               |      |
| 2010 | 3º lugar  | Especial | Contos que o Povo Conta, Que Até Parecem Verdade | José Monteiro |      |